# امیل استی‌ینن
امیل استی‌ینن (به انگلیسی: Emile Stijnen) بازیکن فوتبال اهل بلژیک و عضو تیم ملی فوتبال بلژیک است که در تاریخ ۱ مه ۱۹۳۲ میلادی اولین بازی ملی‌اش را مقابل تیم ملی فوتبال فرانسه انجام داد. او در ۳۱ بازی ملی حضور داشت و جمعاً ۲۷۹۰ دقیقه برای تیم ملی فوتبال بلژیک به میدان رفت. امیل استی‌ینن آخرین بازی ملی خود را در تاریخ ۱۸ مه ۱۹۳۹ میلادی در برابر تیم ملی فوتبال فرانسه انجام داد. وی در بازی‌های ملی‌اش ۱ گل به ثمر رساند.